# Clásica San Sebastián 2013
De 33e editie van de wielerwedstrijd Clásica San Sebastián werd gehouden op 27 juli 2013. De wedstrijd maakte deel uit van de UCI World Tour 2013. De titelverdediger was de Spanjaard Luis León Sánchez. De Fransman Tony Gallopin kwam als eerste over de streep in de straten van San Sebastian.

## Deelnemende ploegen
| 19 UCI World Tour-ploegen | 19 UCI World Tour-ploegen | 19 UCI World Tour-ploegen | 1 wildcard |
| ------------------------- | ------------------------- | ------------------------- | ---------- |
| AG2R-La Mondiale          | FDJ                       | Omega Pharma-Quick Step   | Caja Rural |
| Argos-Shimano             | Team Garmin-Sharp         | Orica-GreenEdge           |            |
| Astana Pro Team           | Lampre-Merida             | RadioShack-Leopard        |            |
| Blanco Pro Cycling        | Lotto-Belisol             | Saxo-Tinkoff              |            |
| BMC Racing Team           | Katjoesja Team            | Sky ProCycling            |            |
| Cannondale Pro Cycling    | Team Movistar             | Vacansoleil-DCM           |            |
| Euskaltel-Euskadi         |                           |                           |            |

## Startlijst en rugnummers
Belkin Pro Cycling
- 1:  Bauke Mollema
- 2:  Juan Manuel Gárate
- 3:  Robert Gesink
- 4:  Paul Martens
- 5:  Jack Bobridge
- 6:  Tom-Jelte Slagter
- 7:  Bram Tankink
- 8:  Dennis van Winden

 Orica-GreenEdge
- 11:  Michael Albasini
- 12:  Simon Clarke
- 13:  Simon Gerrans
- 14:  Daryl Impey
- 15:  Jens Keukeleire
- 16:  Michael Matthews
- 17:  Cameron Meyer
- 18:  Wesley Sulzberger

 Lotto-Belisol
- 21:  Brian Bulgaç
- 22:  Sander Cordeel
- 23:  Jürgen Roelandts
- 24:  Gert Dockx
- 25:  Gaëtan Bille
- 26:  Jurgen Van De Walle
- 27:  Tim Wellens
- 28:  Olivier Kaisen

 Euskaltel-Euskadi
- 31:  Igor Antón
- 32:  Mikel Astarloza
- 33:  Gorka Izagirre
- 34:  Mikel Landa
- 35:  Egoi Martínez
- 36:  Mikel Nieve
- 37:  Juan José Oroz
- 38:  Gorka Verdugo

 Team Movistar
- 41:  Alejandro Valverde
- 42:  Jonathan Castroviejo
- 43:  Jesús Herrada
- 44:  José Herrada
- 45:  Beñat Intxausti
- 46:  Pablo Lastras
- 47:  Nairo Quintana
- 48:  Imanol Erviti

 RadioShack-Leopard
- 51:  Haimar Zubeldia
- 52:  Jan Bakelants
- 53
- 54:  Stijn Devolder
- 55:  Tony Gallopin
- 56:  Markel Irizar
- 57:  Bob Jungels
- 58:  Tiago Machado

 Vacansoleil-DCM
- 61:  Juan Antonio Flecha
- 62:  Kris Boeckmans
- 63:  Thomas De Gendt
- 64:  Johnny Hoogerland
- 65:  Frederik Veuchelen
- 66:  Björn Leukemans
- 67:  Marco Marcato
- 68:  Wout Poels

 Lampre-Merida
- 71:  Damiano Cunego
- 72:  Kristijan Đurasek
- 73:  Davide Cimolai
- 74:  Luca Dodi
- 75:  Massimo Graziato
- 76:  Manuele Mori
- 77:  Filippo Pozzato
- 78:  Luca Wackermann

 AG2R-La Mondiale
- 81:  Julien Bérard
- 82:  Romain Bardet
- 83:  Guillaume Bonnafond
- 84:  Sébastien Minard
- 85:  Hubert Dupont
- 86:  John Gadret
- 87:  Blel Kadri
- 88:  Rinaldo Nocentini

 FDJ.fr
- 91:  Pierrick Fédrigo
- 92:  Alexandre Geniez
- 93:  Arnold Jeannesson
- 94:  Laurent Pichon
- 95:  Anthony Roux
- 96:  Jérémy Roy
- 97:  Laurent Mangel
- 98:  Benoît Vaugrenard

 Team Saxo-Tinkoff
- 101:  Roman Kreuziger
- 102:  Alberto Contador
- 103:  Nicolas Roche
- 104:  Michael Rogers
- 105:  Matti Breschel
- 106:  Mads Christensen
- 107:  Jesús Hernández
- 108:  Sérgio Paulinho

 Team Garmin-Sharp
- 111:  Ryder Hesjedal
- 112:  Koldo Fernández
- 113:  Caleb Fairly
- 114:  Michel Kreder
- 115:  Rohan Dennis
- 116
- 117:  Andrew Talansky
- 118:  Fabian Wegmann

 BMC Racing Team
- 121:  Philippe Gilbert
- 122:  Marcus Burghardt
- 123:  Yannick Eijssen
- 124:  Sebastian Lander
- 125:  Amaël Moinard
- 126:  Steve Morabito
- 127:  Greg Van Avermaet
- 128:  Danilo Wyss

 Omega Pharma — Quick-Step
- 131:  Sylvain Chavanel
- 132:  Dries Devenyns
- 133:  Michał Kwiatkowski
- 134:  Jérôme Pineau
- 135:  Pieter Serry
- 136:  Martin Velits
- 137:  Peter Velits
- 138:  Carlos Verona

 Katjoesja
- 141:  Pavel Broett
- 142:  Xavier Florencio
- 143:  Aleksandr Kolobnev
- 144:  Dmitri Kozontsjoek
- 145:  Giampaolo Caruso
- 146:  Luca Paolini
- 147:  Joeri Trofimov
- 148:  Edoeard Vorganov

 Cannondale Pro Cycling Team
- 151:  Moreno Moser
- 152:  Federico Canuti
- 153:  Damiano Caruso
- 154:  Stefano Agostini
- 155:  Alessandro De Marchi
- 156:  Kristjan Koren
- 157:  Paolo Longo Borghini
- 158:  Matthias Krizek

 Sky ProCycling
- 161:  Richie Porte
- 162:  Ian Boswell
- 163:  Dario Cataldo
- 164:  Joe Dombrowski
- 165:  Josh Edmondson
- 166:  Kanstantsin Siwtsow
- 167
- 168:  Xabier Zandio

 Astana
- 171:  Jakob Fuglsang
- 172:  Fabio Aru
- 173:  Asan Bazajev
- 174:  Francesco Gavazzi
- 175:  Enrico Gasparotto
- 176:  Maksim Iglinski
- 177:  Jegor Silin
- 178:  Andrij Grivko

 Argos-Shimano
- 181:  William Clarke
- 182:  Thomas Damuseau
- 183:  Patrick Gretsch
- 184:  Yann Huguet
- 185:  Thierry Hupond
- 186:  Tobias Ludvigsson
- 187:  François Parisien
- 188:  Tom Stamsnijder

 Caja Rural-Seguros RGA
- 191:  David Arroyo
- 192:  Amets Txurruka
- 193:  André Cardoso
- 194:  Fabricio Ferrari
- 195:  Marcos García
- 196:  Javier Aramendia
- 197:  Antonio Piedra
- 198:  Ivan Velasco

## Uitslag
| Plaats  | Naam               | Ploeg                   | Tijd     |
| ------- | ------------------ | ----------------------- | -------- |
| Winnaar | Tony Gallopin      | RadioShack-Leopard      | 5u39'03" |
| 2       | Alejandro Valverde | Team Movistar           | + 28"    |
| 3       | Roman Kreuziger    | Team Saxo-Tinkoff       | z.t.     |
| 4       | Mikel Nieve        | Euskaltel-Euskadi       | z.t.     |
| 5       | Nicolas Roche      | Team Saxo-Tinkoff       | + 29"    |
| 6       | Mikel Landa        | Euskaltel-Euskadi       | + 36"    |
| 7       | Moreno Moser       | Cannondale              | + 51"    |
| 8       | Pieter Serry       | Omega Pharma-Quick Step | z.t.     |
| 9       | Bauke Mollema      | Belkin Pro Cycling      | z.t.     |
| 10      | Sylvain Chavanel   | Omega Pharma-Quick Step | z.t.     |

1981 · 1982 · 1983 · 1984 · 1985 · 1986 · 1987 · 1988 · 1989 · 1990 · 1991 · 1992 · 1993 · 1994 · 1995 · 1996 · 1997 · 1998 · 1999 · 2000 · 2001 · 2002 · 2003 · 2004 · 2005 · 2006 · 2007 · 2008 · 2009 · 2010 · 2011 · 2012 · 2013 · 2014 · 2015 · 2016 · 2017 · 2018 · 2019 · 2020 · 2021 · 2022 · 2023 · 2024
 Tour Down Under · 
 Parijs-Nice · 
 Tirreno-Adriatico · 
 Milaan-San Remo · 
 Ronde van Catalonië · 
 E3 Harelbeke · 
 Gent-Wevelgem · 
 Ronde van Vlaanderen · 
 Ronde van het Baskenland · 
 Parijs-Roubaix · 
 Amstel Gold Race · 
 Waalse Pijl · 
 Luik-Bastenaken-Luik · 
 Ronde van Romandië · 
 Ronde van Italië · 
 Critérium du Dauphiné · 
 Ronde van Zwitserland · 
 Ronde van Frankrijk · 
 Clásica San Sebastián · 
 Ronde van Polen · 
  Eneco Tour · 
 Ronde van Spanje · 
 Vattenfall Cyclassics · 
 GP Ouest France-Plouay · 
 Grote Prijs van Quebec · 
 Grote Prijs van Montreal · 
 UCI Ploegentijdrit · 
 Ronde van Lombardije · 
 Ronde van Peking